# Morago
Morago är en ort i Australien. Den ligger i kommunen Conargo och delstaten New South Wales, i den sydöstra delen av landet, omkring 620 kilometer väster om delstatshuvudstaden Sydney. Antalet invånare är 148.
Trakten runt Morago är nära nog obefolkad, med mindre än två invånare per kvadratkilometer..
Trakten runt Morago består till största delen av jordbruksmark. Genomsnittlig årsnederbörd är 439 millimeter. Den regnigaste månaden är februari, med i genomsnitt 58 mm nederbörd, och den torraste är november, med 15 mm nederbörd.